# Križevačka sinagoga
Križevačka sinagoga je bivša sinagoga židovske zajednice u Križevcima, a koja danas služi kao turističko-informativni centar.

## Povijest
Salamon Lipmann prvi je Židov koji se doselio u Križevce oko 1780. godine. 1844. Adam Breyer je osnovao "Židovsku općinu Križevci". U svojoj kući je organizirao prvi molitveni prostor za članove židovske zajednice u Križevcima i okolici. 15. studenoga 1844., uz prisustvo križevačkog gradonačelnika Ferde Vukića, skupština "Židovske općine Križevci" je predložila, raspravljala i usvojila prijedlog gradnje sinagoge u Križevcima. Arhitektonskom atelijer Hönigsberg i Deutsch je odabran za gradnju, a opremanje unutrašnjosti je prepušteno zagrebačkoj tvornicie namještaja Bothe i Ehrmann. Izgradnja sinagoge je započeta 14. svibnja 1895., a završena je četiri mjeseca kasnije, tj. 15. rujna 1895. godine. Križevačka sinagoga je izgrađena u samom centru Križevaca, na trgu Josipa Jurja Strossmayera. 16. rujna 1895. godine se odvijalo posvećenje novoizgrađene sinagoge te svečani prijenos tore iz stare kuće za molitvu u novu sinagogu. Tom prilikom sinagoga je bila ispunjena do zadnjeg mjesta, uz veliku gomilu znatiželjnika koji su se okupili ispred sinagoge.

### Sinagoga u Drugom svjetskom ratu
1941., tijekom Drugog svjetskog rata, sinagoga je opljačkana i devastirana. Dvije tore koje je spasila Židovka Adele Weisz i njezini prijatelji nežidovi su danas izložene u Beogradskom muzeju. Nakon rata 1945. križevačku sinagogu je preuzeo nacionalni komitet grada Križevaca. U dogovoru sa "Savezom židovskih zajednica Jugoslavije" sinagoga je pretvorena u centar za održavanje kulturnih događaja.
U spomenutom razdoblju pretvorena je u omladinski kulturni centar, disko klub, knjižnicu, mini teatar, sjedište izviđača i amaterski radio klub.

## Obnova u 21. st.
U Križevcima je dana 18. rujna 2014. godine otvoren Turistički informativni centar/Centar za posjetitelje, obnovljeno u sklopu EU projekta "ViNaK". Grad Križevci je glavni korisnik projekta Turizam bez granica - zajednički razvoj informativnih centara za posjetitelje u Nagyatadu i Križevcima (akronim: ViNaK", br. projekta: HUHR/1101/1.2.2/2020), sufinanciranog u visini 85% njegove ukupne vrijednosti od strane Europske unije u okviru IPA prekograničnog programa Mađarska-Hrvatska 2007. – 2013. Projekt se provodio u suradnji s mađarskim gradom Nagyatadom kroz 20 mjeseci, odnosno u razdoblju od 01. veljače 2013. do 30. rujna 2014. Glavni cilj projekta bio je razvoj turističke infrastrukture i programa koji doprinose unaprjeđenju turističkih aktivnosti na području Križevaca i Nagyatada te cijele pogranične regije. Najveći dio projekta odnosio se na stavljanje postojeće infrastrukture u turističku funkciju, odnosno rekonstrukciju i prenamjenu dviju zgrada, jedne u Križevcima i jedne u Nagyatadu, za potrebe turističkih informativnih centara.  
Ovdje su smještene: Turistička zajednica Grada, Zajednica sportskih udruga, Zajednica tehničke kulture te nekoliko udruga.